# جان پترسون
جان پترسون (انگلیسی: John Peterson؛ زادهٔ ۲۲ اکتبر ۱۹۴۸) کشتی‌گیر اهل ایالات متحده آمریکا بود.
وی در مسابقات کشوری و بین‌المللی در مجموع برندهٔ ۲ مدال طلا، ۲ مدال نقره، ۱ مدال برنز شده‌است.